# Lazar Radović
Lazar Radović, szerbül: Лазар Радовић (Podgorica, 1937. november 13. –) jugoszláv válogatott montenegrói labdarúgó, középpályás.

## Pályafutása

### Klubcsapatban
1955 és 1958 között a Budućnost, 1958 és 1964 között a Partizan, 1964–65-ben a görög Tríkala, 1965 és 1968 között a holland Xerxes, 1968 és 1972 között a PSV labdarúgója volt. A Partizan csapatával négy jugoszláv bajnoki címet nyert.

### A válogatottban
1963–64-ben hét alkalommal szerepelt a jugoszláv válogatottban. Részt vett az 1964-es tokiói olimpián, ahol hatodik helyezést ért el a csapattal.

## Sikerei, díjai
Partizan
- Jugoszláv bajnokság
  - bajnok (4): 1960–61, 1961–62, 1962–63, 1964–65

## Statisztika

### Mérkőzései a jugoszláv válogatottban
| Jugoszlávia | Jugoszlávia       | Jugoszlávia                            | Jugoszlávia                 | Jugoszlávia | Jugoszlávia | Jugoszlávia          | Jugoszlávia | Jugoszlávia |
| #           | Dátum             | Helyszín                               | Hazai                       | Eredmény    | Vendég      | Kiírás               | Gólok       | Esemény     |
| ----------- | ----------------- | -------------------------------------- | --------------------------- | ----------- | ----------- | -------------------- | ----------- | ----------- |
| 1.          | 1963. október 27. | Bukarest, Augusztus 23. Stadion        | Románia                     | 2 – 1       | Jugoszlávia | barátságos           | -           |             |
| 2.          | 1964. március 18. | Szófia, Vaszil Levszki Nemzeti Stadion | Bulgária                    | 0 – 1       | Jugoszlávia | barátságos           | -           | 46'         |
| 3.          | 1964. április 1.  | Niš, Gradszki Stadion Čair             | Jugoszlávia                 | 1 – 0       | Bulgária    | barátságos           | -           | 46'         |
| 4.          | 1964. október 15. | Tokió, Komazawa stadion (JPN)          | Magyarország                | 6 – 5       | Jugoszlávia | olimpiai B csoport   | -           |             |
| 5.          | 1964. október 18. | Tokió, Csicsibu Herceg Stadion (JPN)   | Egyesült Német Csapat (EUA) | 1 – 0       | Jugoszlávia | olimpiai negyeddöntő | -           |             |
| 6.          | 1964. október 20. | Oszaka, Nagai stadion                  | Japán                       | 1 – 6       | Jugoszlávia | olimpiai helyosztó   | -           |             |
| 7.          | 1964. október 28. | Tel-Aviv, Bloomfield stadion           | Izrael                      | 2 – 0       | Jugoszlávia | barátságos           | -           | 46'         |
|             | Összesen          |                                        |                             | 7           | mérkőzés    |                      | 0           | gól         |